# Jönköpings teater
Jönköpings teater är en teaterlokal i Jönköping, som också används för konserter. Den invigdes den 2 december 1904. med teaterpjäsen Bröllopet på Ulfåsa av Frans Hedberg. Teatersalonhgen har på parkett och två balkonger sammamlagt 356 sittplatser.
Byggnaden ersatte en tidigare tvåvånings teaterbyggnad i trä, vilken hade uppförts 1825 på samma tomt vid Hovrättstorget. Den nya byggnaden i trä ritades av August Atterström. Teatern inrymdes i husets södra och i de mellersta och norra delarna fanns restaurang, butiker och bostäder. Några år senare byggdes bostäderna om till ett hotell, nuvarande Grand Hotel. År 1932 kombinerades teatern med en biograf, Teaterbio, vilken lades ned på 1970-talet.

## Bildgalleri

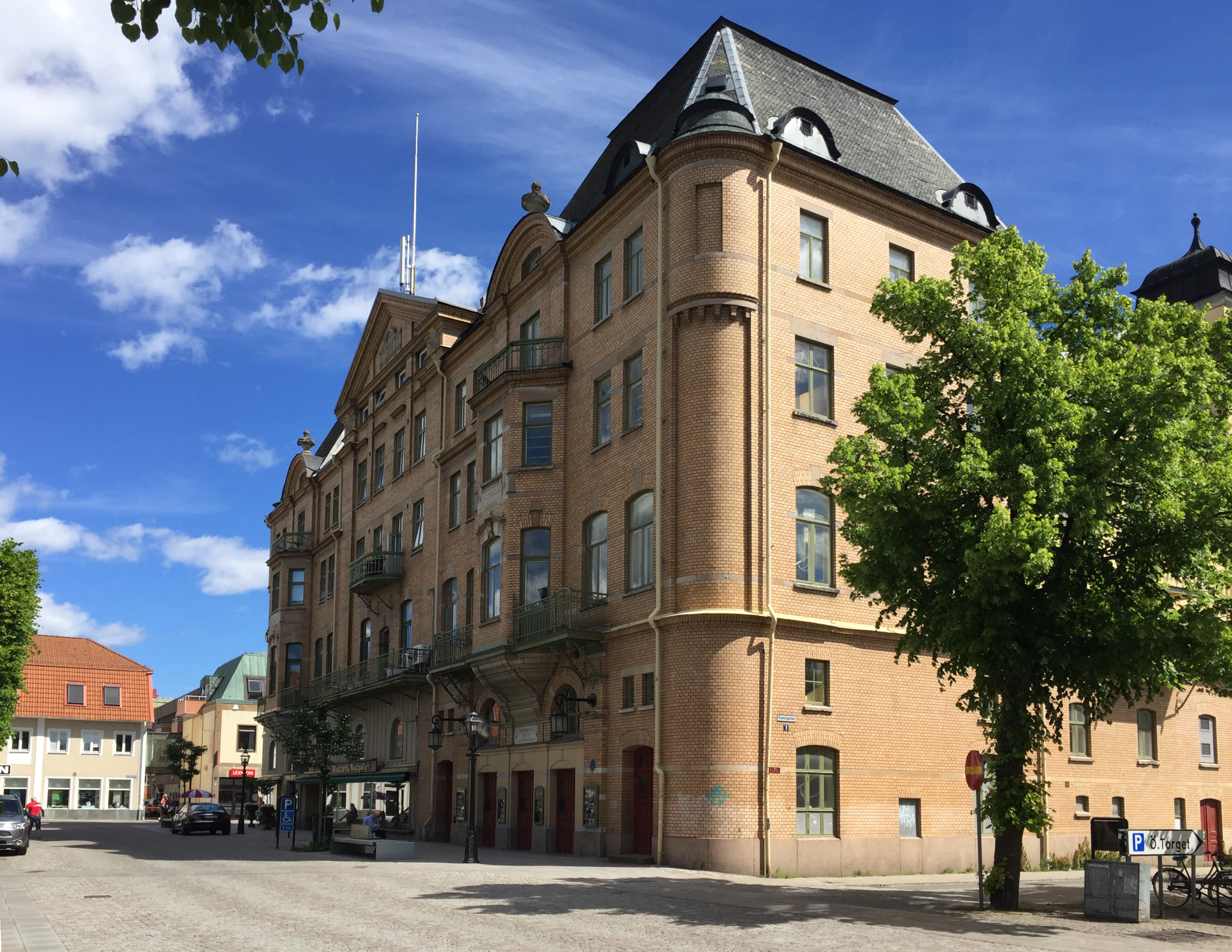
Södra delen av teaterhuset med ingången till Jönköpings teater, 2017
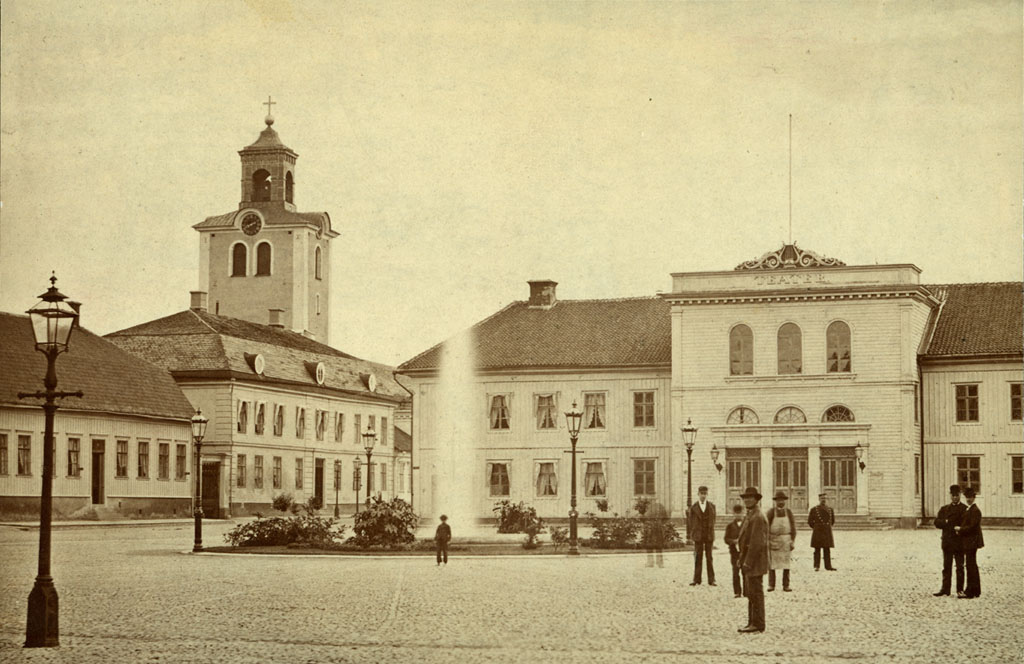
Gamla teatern, 1870-talet
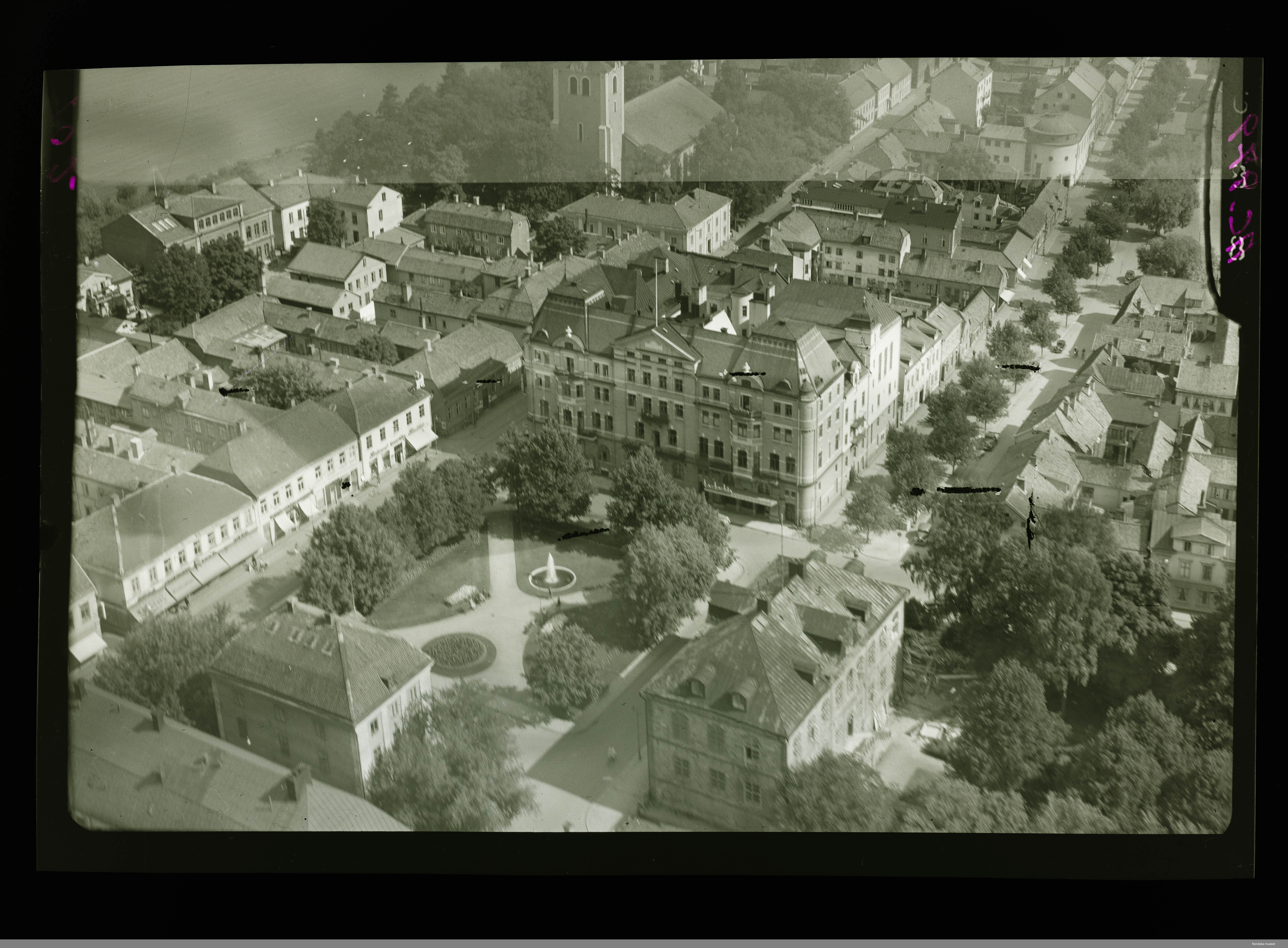
Hovrättstorget och Jönköpings teater fotograferade år 1948